# Иванов, Благой
Благо́й Алекса́ндров Ива́нов (9 октября 1986, Сандански) — болгарский самбист, боец смешанного стиля, выступающий в тяжёлой весовой категории. Чемпион мира по боевому самбо, бронзовый призёр мирового первенства по спортивному самбо, чемпион Европы, мастер спорта международного класса. В профессиональных боях ММА участвует с 2007 года, известен по выступлениям на турнирах американской организации Bellator, финалист десятого сезона гран-при тяжеловесов Bellator.

## Биография
Благой Иванов родился 9 октября 1986 года в городе Сандански Благоевградской области. Активно заниматься единоборствами начал в возрасте семи лет по наставлению отца, чемпиона Болгарии по самбо. Практиковал самбо и дзюдо в спортивном клубе «Локомотив», позже перешёл в ЦСКА. В настоящее время тренируется в клубе «Абсолют» в Софии.

### Любительская карьера
Первого серьёзного успеха в дзюдо добился в 2003 году, когда одержал победу на чемпионате балканских стран по дзюдо среди юниоров. Год спустя получил бронзовые медали на двух международных турнирах в Турции и Венгрии, ещё через год выиграл молодёжный чемпионат Болгарии и занял пятое место на молодёжном чемпионате Европы в Загребе. В 2007 году Иванов стал чемпионом Болгарии и балканских стран в тяжёлом весе на взрослом уровне, после чего занял седьмое место на молодёжном чемпионате Европы в Зальцбурге. Пытался пройти отбор на летние Олимпийские игры 2008 года в Пекине, но не смог этого сделать, и вскоре прекратил выступать по дзюдо.
В самбо Иванов впервые заявил о себе в 2006 году на прошедшем в Софии чемпионате мира по спортивному самбо, где в полутяжёлом весе сумел дойти до стадии полуфиналов и получил награду бронзового достоинства. В 2008 году на мировом первенстве в Санкт-Петербурге выступал в тяжёлой весовой категории по боевому самбо и стал чемпионом, причём в полуфинале победил знаменитого россиянина Фёдора Емельяненко, а в решающем матче взял верх над немцем Яношем Штефаном. За это выдающееся достижение удостоен почётного звания «Мастер спорта Болгарии международного класса».

### Профессиональная карьера
Выступать в профессиональных боях по смешанным правилам Благой Иванов начал в 2007 году, в дебютном поединке техническим нокаутом победил соотечественника самбиста Камена Георгиева. Затем взял верх над ещё одним самбистом Янчо Димитровым, в то время как следующий его бой был признан несостоявшимся из-за поломки ринга. В 2009 году он получил приглашение от известного японского промоушена World Victory Road и съездил в Японию, где выиграл раздельным решением судей у местного бойца Кадзуюки Фудзиты, хоть и сломал себе обе руки в первом и втором раундах. В следующем году отметился ещё одной победой над болгарином Светославом Захарьевым в Софии.
Имея рекорд из четырёх побед без единого поражения, Иванов подписал долгосрочный контракт с престижной американской организацией Bellator, в дебютном бою техническим нокаутом победил американца Уильяма Пенна, затем принял участие в пятом сезоне гран-при тяжеловесов — в четвертьфинале задушил «гильотиной» другого американца Зака Дженсена. Также в 2011 году провёл один бой в России, досрочно победил ветерана ММА Рикко Родригеса.
В 2012 году в полуфинале гран-при тяжеловесов Bellator Иванов должен был встретиться с бразильцем Тиагу Сантусом, однако незадолго до боя в одном из ночных клубов Софии он получил тяжёлое ножевое ранение в область сердца, в результате чего оказался на грани жизни и смерти. Врачи в течение шести часов боролись за его жизнь, в общей сложности он провёл в коме 86 дней, но в итоге всё же пошёл на поправку и вернулся к тренировкам.
После почти двух лет реабилитации в 2013 году Благой Иванов всё же вернулся в профессиональный спорт и в двух рейтинговых боях Bellator одолел двух малоизвестных американцев, Мэнни Лару и Кита Белла. Принял участие в десятом сезоне гран-при тяжёлого веса: в четвертьфинале единогласным решением судей взял верх над Ричем Хейлом, в полуфинале болевым приёмом «американа» выиграл у Лавара Джонсона. В решающем финальном поединке встречался с россиянином Александром Волковым, бывшим чемпионом организации, и проиграл ему удушением сзади со спины, потерпев таким образом первое в профессиональной карьере поражение.
В 2015 году подписал контракт с американской организацией World Series of Fighting и в июне стал чемпионом в тяжёлом весе, победив «гильотиной» канадца Смеалинью Раму.

## Статистика ММА
| Боёв 27         | Побед 19 | Поражений 7 |
| --------------- | -------- | ----------- |
| Нокаутом        | 6        | 0           |
| Сдачей          | 6        | 1           |
| Решением        | 7        | 6           |
| Не состоявшихся | 1        | 1           |

| Результат | Рекорд   | Соперник               | Способ                       | Турнир                                 | Дата             | Раунд | Время | Место                   | Примечание                                                 |
| --------- | -------- | ---------------------- | ---------------------------- | -------------------------------------- | ---------------- | ----- | ----- | ----------------------- | ---------------------------------------------------------- |
| Поражение | 19–7 (1) | Сергей Билостенный     | Единогласное решение         | PFL 1 (2024)                           | 4 апреля 2024    | 3     | 5:00  | Сан-Антонио, Техас, США |                                                            |
| Поражение | 19-6 (1) | Александр Романов      | Единогласное решение         | UFC on ESPN: Стрикленд vs. Магомедов   | 1 июля 2023      | 3     | 5:00  | Лас-Вегас, США          |                                                            |
| Поражение | 19-5 (1) | Марчин Тыбура          | Единогласное решение         | UFC Fight Night: Льюис vs. Спивак      | 4 февраля 2023   | 3     | 5:00  | Лас-Вегас, Невада, США  |                                                            |
| Победа    | 19-4 (1) | Маркус Рожериу де Лима | Единогласное решение         | UFC 274                                | 7 мая 2022       | 3     | 5:00  | Финикс, Аризона, США    |                                                            |
| Поражение | 18-4 (1) | Аугусто Сакаи          | Раздельное решение           | UFC on ESPN: Woodley vs. Burns         | 30 мая 2020      | 3     | 5:00  | Лас-Вегас, США          |                                                            |
| Поражение | 18-3 (1) | Деррик Льюис           | Раздельное решение           | UFC 244                                | 2 ноября 2019    | 3     | 5:00  | Нью-Йорк, США           |                                                            |
| Победа    | 18-2 (1) | Таи Туиваса            | Единогласное решение         | UFC 238                                | 8 июня 2019      | 3     | 5:00  | Чикаго, США             |                                                            |
| Победа    | 17-2 (1) | Бен Ротуэлл            | Единогласное решение         | UFC Fight Night: Lewis vs. dos Santos  | 9 марта 2019     | 3     | 5:00  | Винчита, США            |                                                            |
| Поражение | 16-2 (1) | Джуниор Дус Сантос     | Единогласное решение         | UFC Fight Night Dos Santos vs Ivanov   | 14 июля 2018     | 5     | 5:00  | Бойсе, США              |                                                            |
| Победа    | 16–1 (1) | Кайо Аленкар           | Единогласное решение         | PFL: Fight Night                       | 2 ноября 2017    | 3     | 5:00  | Вашингтон, США          | Защитил титула чемпиона PFL в супертяжелом весе.           |
| Победа    | 15–1 (1) | Шон Джордан            | TKO (удары)                  | WSOF 35                                | 18 марта 2017    | 1     | 1:43  | Нью-Йорк, США           | Защитил титула чемпиона WSOF в супертяжелом весе.          |
| Победа    | 14–1 (1) | Джош Коупленд          | Единогласное решение         | WSOF 31                                | 17 июня 2016     | 5     | 5:00  | Машантукет, США         | Защитил титула чемпиона WSOF в супертяжелом весе.          |
| Победа    | 13-1 (1) | Деррик Мехмен          | TKO (удары)                  | WSOF 24                                | 17 октября 2015  | 2     | 4:33  | Машантукет, США         | Защитил титула чемпиона WSOF в супертяжелом весе.          |
| Победа    | 12-1 (1) | Смеалинью Рама         | Сдача (гильотина)            | WSOF 21                                | 5 июня 2015      | 3     | 1:17  | Эдмонтон, Канада        | Заваевал титул чемпиона WSOF в супертяжелом весе.          |
| Поражение | 11-1 (1) | Александр Волков       | Сдача (удушение сзади)       | Bellator 120 (финал гран-при)          | 17 мая 2014      | 2     | 1:08  | Саутавен, США           | Финал турнира десятого сезона в супертяжелом весе.         |
| Победа    | 11-0 (1) | Лавар Джонсон          | Сдача (американа)            | Bellator 116 (полуфинал гран-при)      | 11 апреля 2014   | 1     | 4:08  | Тамекула, США           | четвертьфинал турнира в супертяжелом весе десятого сезона. |
| Победа    | 10-0 (1) | Рич Хейл               | Единогласное решение         | Bellator 111 (четвертьфинал гран-при)  | 7 марта 2014     | 3     | 5:00  | Такервилл, США          |                                                            |
| Победа    | 9-0 (1)  | Кит Белл               | Сдача (удушение сзади)       | Bellator 109                           | 22 ноября 2013   | 1     | 3:59  | Бетлехем, США           |                                                            |
| Победа    | 8-0 (1)  | Мэнни Лара             | Сдача (гильотина)            | Bellator 99                            | 13 сентября 2013 | 1     | 1:17  | Тамекула, США           |                                                            |
| Победа    | 7-0 (1)  | Рикко Родригес         | TKO (отказ)                  | Chekhov MMA Tournament                 | 24 декабря 2011  | 3     | 3:33  | Чехов, Россия           |                                                            |
| Победа    | 6-0 (1)  | Зак Дженсен            | Сдача (гильотина)            | Bellator 52                            | 1 октября 2011   | 2     | 2:35  | Лейк-Чарльз, США        | Четвертьфинал турнира в супертяжелом весе.                 |
| Победа    | 5-0 (1)  | Уильям Пенн            | TKO (удары)                  | Bellator 38                            | 26 марта 2011    | 1     | 2:58  | Туника, США             |                                                            |
| Победа    | 4-0 (1)  | Светослав Захариев     | Сдача (удушение сзади)       | Real Pain Challenge 9                  | 9 октября 2010   | 1     | 3:33  | София, Болгария         |                                                            |
| Победа    | 3-0 (1)  | Кадзуюки Фудзита       | Раздельное решение           | World Victory Road Presents: Sengoku 9 | 2 августа 2009   | 3     | 5:00  | Сайтама, Япония         |                                                            |
| Ничья     | 2-0 (1)  | Илир Латифи            | Не состоялся (поломка ринга) | Real Pain Challenge 2                  | 17 мая 2008      | 1     | 0:55  | София, Болгария         |                                                            |
| Победа    | 2-0      | Янчо Димитров          | TKO (удары)                  | Real Pain Challenge 1                  | 9 марта 2008     | 1     | 2:31  | София, Болгария         |                                                            |
| Победа    | 1-0      | Камен Георгиев         | TKO (остановка углом)        | Fitness Mania                          | 13 октября 2007  | 1     | 5:00  | Пазарджик, Болгария     |                                                            |